# Abstinenten-Turnverein Basel

Logo des Abstinenten-Turnverein Basel.

Der Abstinenten Turnverein Basel (ATV) war ein Sportverein in Basel in der Schweiz. Der Verein war vor allem für seine Handballmannschaft bekannt, die mehrfach Schweizer Meister wurde.

## Geschichte
- 1923 gründete der ATV die erste Handballsektion der Schweiz.
- 1924 fand der erste eidgenössische Spieltag statt. Gespielt wurde Feldhandball auf einem Fussballfeld.
- 1927 fand die erste Handball-Schweizer-Meisterschaft statt, die der ATV gewann.
- 1933 Schweizer Meister
- 1935/36 Meister der 1. Spielklasse
- 1936/37 Meister der 1. Spielklasse
- 1936 holte die Schweizer Mannschaft an den Olympischen Spielen in Berlin Bronze, woran einige Spieler des ATV beteiligt waren.
- 1971 wurde ein Antrag auf die Abschaffung des Abstinenzversprechens von der Mitgliederversammlung abgelehnt. Dies führte zur Spaltung. Ein neuer Turnverein, der TV Favel (favel = auf wiedersehen) wurde gegründet.
- 1994 wurden die Riegen des ATV (Damen & Herren) zusammengeschlossen. Erstmals wurde eine Frau Präsidentin.
- 2008 wurde der Turnbetrieb aller Riegen einstellt.
- 2017 Umfasst der ATV noch 40 Passiv Mitglieder.
- 2023 der Verein löste sich auf und übergab sein Archiv dem Staatsarchiv Basel-Stadt.[1]

Der Verein wurde am 12. Juli 1905 gegründet. Der erste Präsident war Kaffeehallenbesitzer Hans Lehmann-Stauffer, der auch Initiant der Vereinsgründung war. Der Verein entstand im Umfeld der Guttempler. Zentraler Aspekt der Vereinsstatuten war das Einhalten des Abstinentenversprechends. Bereits an der ersten GV am 4. November 1906 wurden wegen Nichteinhalten einige Mitglieder ausgeschlossen. 1908 wurde der Verein in den Abstinentenverband, 1909 in den Kantonalturnverband Basel-Stadt aufgenommen. Ebenfalls 1909 wurde eine Jugendriege gegründet. 1923 wurde eine Damenriege gegründet. Neben dem klassischen Turnen wurde im Verband ab 1916 Faustball gespielt, ab 1920 wurde Leichtathletik ins Programm aufgenommen. Wichtigste Disziplin des Vereins wurde Handball. 1933 wurde der Verein erstmals Schweizer Meister in dieser Sportart. 1936 stellte der Verein sechs Mitglieder für die Schweizer Männer-Feldhandballnationalmannschaft für die Olympischen Sommerspiele 1936 in Berlin, die schliesslich die Bronzemedaille erreichten. Ab den 1950er Jahren stieg die Handballmannschaft immer weiter ab. In den 1970er-Jahren kam es zu einem starken Mitgliederschwund, da viele Mitglieder das Abstinentenversprechen nicht mehr einhalten wollten. 1995 wurde die Jugendriege aufgelöst und 1997 zog sich der Verein aus dem Turnverband zurück, weil er nicht mehr an Wettkämpfen teilnahm. Der Verein wurde mit den Jahren mehr zu einem geselligen Verein. Im Januar 2023 löste sich der Verein schliesslich auf. Das Archiv wurde dem Staatsarchiv Basel-Stadt übergeben.

## Vereinshütte
Die Vereinshütte des Abstinenten Turnvereins Basel ATV stand seit 1934 auf dem Montoz im Jura. Die Vereinshütte befand sich seit 2014 nicht mehr in Besitz des ATV.